# Michael Tumi
Michael Tumi (Padova, 12 febbraio 1990) è un velocista italiano, vincitore di cinque medaglie internazionali.
Medaglia di bronzo nei 60 metri piani agli Europei indoor di Göteborg 2013, è stato il primatista italiano della specialità dal 2013 al 2021 con il tempo di 6"51, poi battuto da Marcell Jacobs. In carriera vanta anche un argento nei 100 metri piani e un oro nella staffetta 4×100 metri agli Europei under 23 di Ostrava 2011, nonché un bronzo e un oro nelle medesime specialità ai Giochi del Mediterraneo di Mersin 2013.

## Biografia

### Gli inizi con le prime medaglie italiane giovanili e le prime rassegne internazionali giovanili
Come il compagno di club e di allenamento Matteo Galvan, giocava a calcio (fino al 2006 era attaccante nel Vicenza e nel Montecchio Maggiore), ma poi venne scoperto e portato all'atletica leggera dal talent scout vicentino Mario Guerra, che lo aveva visto correre i 100 m in una gara studentesca.
Proprio nel 2006, al suo primo anno di tesseramento con l'Atletica Vicentina, prende parte ai campionati italiani allievi finendo settimo sui 100 m (7 ottobre) ed uscendo in batteria nei 200 m (8 ottobre).
Nel 2007 vince la sua prima medaglia ai campionati italiani giovanili col bronzo sui 60 m ai nazionali allievi indoor (25 febbraio).
Esordisce in una rassegna internazionale giovanile in occasione dei Mondiali allievi ad Ostrava in Repubblica Ceca: quarti di finale nei 100 m (11 luglio) e batteria con la staffetta svedese (15 luglio).
Al primo anno da juniores, nel 2008 gareggia ai campionati italiani di categoria uscendo in batteria nei 100 m (13 giugno) e finendo settimo sui 200 m (15 giugno).
Ai campionati italiani indoor del 2009 vince la medaglia di bronzo sui 60 m ai nazionali juniores (15 febbraio) e poi esce in batteria nella stessa distanza all'esordio negli assoluti al coperto (il 22 febbraio).
In ambito internazionale giovanile gareggia con la staffetta 4x100 m agli Europei juniores di Novi Sad in Serbia finendo quarto il 26 luglio

### 2010-2012: i primi titoli italiani e le due medaglie agli Europei under 23
Nel 2010 al suo primo anno da promessa, si laurea vicecampione italiano di categoria sia nei 60 m indoor (il 14 febbraio) che sui 100 m (18 giugno) e poi arriva quinto nei 200 m (20 giugno).

Ai campioni italiani assoluti finisce al settimo posto sui 60 m indoor (28 febbraio), mentre esce in batteria nei 100 m (30 giugno).
La sua esplosione arriva nel 2011 allorché il 20 febbraio si laurea per la prima volta in carriera campione italiano assoluto indoor sui 60 m (dopo il titolo nazionale promesse al coperto del 13 febbraio), battendo Emanuele Di Gregorio; strappa così il biglietto per gli Europei indoor in Francia a Parigi dove si ferma in semifinale (5 marzo).
La stagione all'aperto si apre già il 21 maggio, col suo personale sui 100 m di 10"36 (corso al Meeting di Gavardo) che migliora ai campionati italiani nella categoria promesse, vincendo il titolo nazionale col tempo di 10"35 (17 giugno).
Il 25 giugno vince la medaglia di bronzo, sempre sui 100 m, agli assoluti di Torino.
Il 17 luglio si aggiudica la medaglia d'oro agli Europei under 23 in Repubblica Ceca ad Ostrava con la staffetta 4x100 m (insieme a Francesco Basciani, Davide Manenti e Delmas Obou), la prima d'oro nella storia dei campionati e seconda in assoluto dopo il bronzo dell'edizione 2005.

Ottiene anche la medaglia d'argento il 15 luglio, sfiorando l'oro per soli 2 centesimi (10"47 contro il 10"45 del britannico James Alaka), nella gara individuale nei 100 m, unico italiano ad aver mai vinto una medaglia in questa specialità agli Europei under 23.
Successivamente viene selezionato dal Commissario tecnico della Nazionale seniores Francesco Uguagliati e dal capo-settore della velocità della Nazionale Filippo Di Mulo per rappresentare l'Italia con la staffetta 4×100 m ai Mondiali di Taegu (Corea del Sud dove il 4 settembre corre la prima frazione, giungendo al quinto posto.
Nel 2012 partecipa ai campionati italiani indoor congiunti assoluti e promesse vincendo il 26 febbraio entrambi i titoli nazionali dei 60 m.
A giugno si laurea vicecampione italiano promesse sui 100 m (15 giugno); a luglio poi agli assoluti di Bressanone arriva quinto sui 100 m e vince il titolo nazionale con la staffetta 4x100 m (7-8 luglio).

### 2013: il bronzo sui 60 metri agli Europei indoor e le due medaglie ai Giochi del Mediterraneo
Il 2013 è l'anno dell'esplosione di Michael Tumi: a inizio stagione si impone subito a livello europeo (dietro il francese Jimmy Vicaut) nella velocità indoor correndo più volte sotto il record italiano dei 60 m portando il nuovo limite a 6"51 quando il 17 febbraio diventa campione nazionale assoluto al coperto.
Il 2 marzo correndo ad un solo centesimo (6"52) dal nuovo primato ottiene il bronzo sui 60 m agli Europei indoor di Göteborg in Svezia dietro al francese Jimmy Vicaut e al britannico James Dasaolu, entrambi a 6"48.
Il 19 maggio fa il suo esordio stagionale nella disciplina principe dell'atletica correndo la semifinale del Meeting di Gavardo in 10"22 con +1,0 di vento, e la finale in 10"19 con +0,1 sotto la pioggia. Questo tempo gli vale il minimo B per i Mondiali di Mosca oltre che il record italiano stagionale.
Il 22 giugno gareggia all'Europeo per nazioni di Gateshead (Gran Bretagna) sia sui 100 m (settimo) che con la staffetta 4x100 m (quinto).
Il 27 giugno a Mersin (Turchia), in occasione dei Giochi del Mediterraneo, vince il bronzo sui 100 m col tempo di 10"25, dietro al francese Emmanuel Biron (10"22) ed al turco Ramil Guliyev (10"23); nel corso della stessa manifestazione il giorno dopo, 28 giugno, ottiene l'oro nella staffetta 4×100 m assieme a Simone Collio, Jacques Riparelli e Davide Manenti.
Gareggia agli assoluti di Milano dove il 27 luglio termina quarto sui 100 m.
In seguito partecipa ai Mondiali in Russia a Mosca dove il 18 agosto corre la batteria con la 4x100 m non riuscendo a qualificarsi per la finale.

### 2014-2016: sui 60 metri il podio sfiorato agli Europei indoor e il quarto titolo italiano assoluto indoor
Agli assoluti di Rovereto il 19 luglio del 2014 gareggia nella finale dei 100 m in cui finisce sesto.
Nel 2015 agonistico disputa soltanto la stagione al coperto durante la quale il 22 febbraio a Padova diventa vicecampione italiano assoluto indoor sui 60 m e poi sulla stessa distanza l'8 marzo giunge quarto agli Europei indoor di Praga (Repubblica Ceca) col tempo di 6"61 ad un solo centesimo dal bronzo del tedesco Julian Reus.
Il 6 marzo del 2016 ha vinto ad Ancona il suo 4º titolo italiano assoluto indoor sui 60 m: come lui anche Francesco Scuderi e meglio di loro due ha fatto soltanto Antonio Ullo con 5 vittorie.

## Record nazionali

### Seniores
- 60 metri piani indoor: 6"51 ( Ancona, 17 febbraio 2013)[1]

### Promesse
- Staffetta 4x100 metri: 39"05 ( Ostrava, 17 luglio 2011)[2]

## Progressione

### 60 metri piani indoor
| Stagione | Tempo | Luogo  | Data      | Rank. Mond. |
| -------- | ----- | ------ | --------- | ----------- |
| 2016     | 6"68  | Ancona | 6-3-2016  | -           |
| 2015     | 6"61  | Praga  | 8-3-2015  | -           |
| 2013     | 6"51  | Ancona | 17-2-2013 | -           |
| 2012     | 6"64  | Ancona | 26-2-2012 | -           |
| 2011     | 6"71  | Parigi | 5-3-2011  | -           |
| 2010     | 6"82  | Udine  | 23-1-2010 | -           |
| 2009     | 6"88  | Ancona | 15-2-2009 | -           |
| 2007     | 7"09  | Modena | 4-3-2007  | -           |

### 100 metri piani
| Stagione | Tempo | Luogo      | Data      | Rank. Mond. |
| -------- | ----- | ---------- | --------- | ----------- |
| 2017     | 10"27 | Savona     | 25-5-2017 | -           |
| 2015     | 10"43 | Nembro     | 1-7-2015  | -           |
| 2014     | 10"26 | Rieti      | 7-9-2014  | -           |
| 2013     | 10"19 | Gavardo    | 18-5-2013 | 85º         |
| 2012     | 10"40 | Modena     | 22-9-2012 | -           |
| 2011     | 10"35 | Bressanone | 17-6-2011 | -           |
| 2010     | 10"44 | Gavardo    | 22-5-2010 | -           |
| 2009     | 10"64 | Gavardo    | 23-5-2009 | -           |
| 2008     | 10"82 | Rieti      | 10-6-2008 | -           |
| 2007     | 10"84 | Ostrava    | 11-7-2007 | -           |
| 2006     | 10"90 | Mestre     | 16-9-2006 | -           |

### 200 metri piani
| Stagione | Tempo | Luogo                 | Data      | Rank. Mond. |
| -------- | ----- | --------------------- | --------- | ----------- |
| 2013     | 21"25 | Rovereto              | 5-5-2013  | -           |
| 2010     | 21"54 | Pescara               | 19-6-2010 | -           |
| 2009     | 21"65 | Bovolone              | 5-7-2009  | -           |
| 2008     | 21"72 | San Giovanni Lupatoto | 21-6-2008 | -           |
| 2007     | 22"08 | Busto Arsizio         | 10-6-2007 | -           |
| 2006     | 22"58 | Fano                  | 8-10-2006 | -           |

## Palmarès
| Anno | Manifestazione          | Sede     | Evento            | Risultato        | Tempo   | Note          |
| ---- | ----------------------- | -------- | ----------------- | ---------------- | ------- | ------------- |
| 2007 | Mondiali allievi        | Ostrava  | 100 m piani       | Quarti di finale | 11"05   | [ 3 ]         |
| 2007 | Mondiali allievi        | Ostrava  | Staffetta svedese | Batteria         | 1'55"73 | [ 3 ] [ 4 ]   |
| 2009 | Europei juniores        | Novi Sad | 4×100 m           | 4º               | 40"00   | [ 5 ] [ 6 ]   |
| 2011 | Europei indoor          | Parigi   | 60 m piani        | Semifinale       | 6"71    | [ 7 ]         |
| 2011 | Europei under 23        | Ostrava  | 100 m piani       | Argento          | 10"47   | [ 8 ]         |
| 2011 | Europei under 23        | Ostrava  | 4×100 m           | Oro              | 39"05   | [ 9 ] [ 10 ]  |
| 2011 | Mondiali                | Taegu    | 4×100 m           | 5º               | 38"96   | [ 11 ] [ 12 ] |
| 2013 | Europei indoor          | Göteborg | 60 m piani        | Bronzo           | 6"52    | [ 13 ]        |
| 2013 | Giochi del Mediterraneo | Mersin   | 100 m piani       | Bronzo           | 10"25   | [ 13 ]        |
| 2013 | Giochi del Mediterraneo | Mersin   | 4×100 m           | Oro              | 39"06   | [ 13 ] [ 14 ] |
| 2013 | Mondiali                | Mosca    | 4x100 m           | Batteria         | 38"49   | [ 13 ] [ 15 ] |
| 2015 | Europei indoor          | Praga    | 60 m piani        | 4º               | 6"61    | [ 16 ]        |
| 2017 | Europei indoor          | Belgrado | 60 m piani        | Semifinale       | 6"72    |               |

## Campionati nazionali
- 4 volte campione assoluto indoor dei 60 m (2011, 2012, 2013, 2016)
- 1 volta campione assoluto della 4x100 m (2012)
- 2 volte campione promesse indoor dei 60 m (2011, 2012)
- 1 volta campione promesse dei 100 m (2011)

2006
- 7º ai Campionati italiani allievi e allieve, (Fano), 100 m - 11"45[17]
- In batteria ai Campionati italiani allievi e allieve, (Fano), 200 m - 22"58[18]

2007
- Bronzo ai Campionati italiani allievi-juniores-promesse indoor, (Genova), 60 m - 7"15[19]

2008
- In batteria ai Campionati italiani juniores e promesse, (Torino), 100 m - 11"07[20]
- 7º ai Campionati italiani juniores e promesse, (Torino), 200 m -  22"04[21]

2009
- Bronzo ai Campionati italiani allievi-juniores-promesse indoor, (Ancona), 60 m - 6"88[22]
- In batteria ai Campionati italiani assoluti indoor, (Torino), 60 m - 7"05[23]

2010
- Argento ai Campionati italiani allievi-juniores-promesse indoor, (Ancona), 60 m - 6"86[24]
- 7º ai Campionati italiani assoluti indoor, (Ancona), 60 m - 6"93[25]
- Argento ai Campionati italiani juniores e promesse, (Pescara), 100 m - 10"64[26]
- 5º ai Campionati italiani juniores e promesse, (Pescara), 200 m - 21"88[27]
- In batteria ai Campionati italiani assoluti, (Grosseto), 100 m - 10"65[28]

2011
- Oro ai Campionati italiani allievi-juniores-promesse indoor, (Ancona), 60 m - 6"75[29]
- Oro ai Campionati italiani assoluti indoor, (Ancona), 60 m - 6"71[30]
- Oro ai Campionati italiani juniores e promesse, (Bressanone), 100 m - 10"35[31]
- Bronzo ai Campionati italiani assoluti, (Torino), 100 m - 10"44[32]

2012
- Oro ai Campionati italiani assoluti e promesse indoor, (Ancona), 60 m - 6"64 (assoluti)[33]
- Oro ai Campionati italiani assoluti e promesse indoor, (Ancona), 60 m - 6"64 (promesse)[34]
- Argento ai Campionati italiani juniores e promesse, (Misano Adriatico), 100 m - 10"54[35]
- 5º ai Campionati italiani assoluti, (Bressanone), 100 m - 10"63[36]
- Oro ai Campionati italiani assoluti, (Bressanone), 4x100 m - 39"48[37][38]

2013
- Oro ai Campionati italiani assoluti e promesse indoor, (Ancona), 60 m - 6"51[39]
- 4º ai Campionati italiani assoluti, (Milano), 100 m - 10"49[40]

2014
- 6º ai Campionati italiani assoluti, (Rovereto), 100 m - 10"52[41]

2015
- Argento ai Campionati italiani assoluti indoor, (Padova), 60 m - 6"67[42]

2016
- 5º ai campionati italiani assoluti, 100 m piani - 10"52
- Oro ai Campionati italiani assoluti indoor, (Ancona), 60 m - 6"68[43]

2017
- Argento ai campionati italiani assoluti indoor, 60 m piani - 6"69

2019
- Eliminato in semifinale ai campionati italiani assoluti indoor, 60 m piani - 6"90

## Altre competizioni internazionali
2013
- 7º all'Europeo per nazioni, ( Gateshead), 100 m - 10"51[44]
- 5º all'Europeo per nazioni, ( Gateshead), 4x100 m - 39"05[45][46]